# Micropintura
Micropintura é uma técnica de pintura automotiva onde a tinta é aplicada com ajuda de aerógrafo exatamente em cima do risco.

## Descrição
A micropintura é uma aplicação de uma fina camada de tinta sobre o arranhão, escondendo o defeito, que fica quase imperceptível. Mas a técnica serve apenas para arranhões. Se o dano for muito largo, ou se a lataria estiver amassada, a técnica é contra-indicada. 
A micropintura é uma técnica artesanal. O serviço demora cerca de duas horas, entre a aplicação de várias camadas de tinta e o enceramento. Nem sempre o processo envolve lixamento e verniz. Em caso de pequenos arranhões, a micropintura é uma boa solução, com a ressalva de que deve ser aplicada adequadamente para corrigir os danos sem deixar marcas. Para obter o resultado esperado é importante que as condições gerais da pintura do carro sejam boas, pois se estiver queimada pelo sol não é descartada a hipótese de comprometimento do aspecto final do serviço. A micropintura também não é a melhor opção para veículos de cores claras. 
Deve-se identificar a cor do veículo, após feito isso, a tinta deve ser preparada em um sistema mixing (ou ser comprada pronta em uma casa de tintas). A cor deve ser testada em um corpo de prova (chapinha) e fazer, se necessário, o acerto de cor. Não se aconselha utilizar o processo de micropintura no teto, tampa traseira e capô do motor, pois são partes do veículo que sofrem diretamente as ações da natureza, principalmente incidência de raios solares. Nestes casos, outros métodos são indicados, como a técnica de alongamento ou a pintura total da peça. No restante da carroceria, a micropintura pode ser aplicada sem preocupação. O processo é vantajoso, já que a pintura do veículo não sofre grandes alterações. 
A principal vantagem do sistema é com relação ao custo da reparação. A oficina gasta menos, tanto em material quanto em mão-de-obra. O consumidor também é beneficiado pelo processo, pois paga menos pelo serviço executado e o carro não fica muito tempo parado na oficina. É preciso ressaltar que a micropintura não faz mágica. Esse método cobre apenas 80% do risco, sendo assim, é difícil dar garantia total desse trabalho. Na verdade, ela disfarça o arranhão. Utilizando-se o aerógrafo, o risco é preenchido camada sobre camada com a tinta original. Após a secagem, retira-se o excesso e é feito o nivelamento. Esse procedimento é recomendado para carros de cor escura, cuja pintura tenha pouca incidência de pigmentos prateados.